# Emmanouil Pappas (Gemeinde)
Emmanouil Pappas (griechisch Εμμανουήλ Παππάς (m. sg.)) ist eine Gemeinde in der nordgriechischen Region Zentralmakedonien. Sie ist in zwei Gemeindebezirke unterteilt. Verwaltungssitz ist Chryso.

## Lage
Die Gemeinde Emmanouil Pappas erstreckt sich im Osten der Region Zentralmakedonien an der Grenze zur Region Ostmakedonien und Thrakien auf einer Fläche von 337,922 km². Benachbarte Gemeinden sind Serres im Westen, Visaltia im Süden und Nea Zichni im Osten.

## Verwaltungsgliederung
Die Gemeinde wurde 2010 nach der Verwaltungsreform 2010 aus den seit 1997 bestehenden Gemeinden Emmanouil Pappas und Strymonas gebildet. Verwaltungssitz der Gemeinde ist Chryso. Die ehemaligen Gemeinden bilden seither die beiden Gemeindebezirke. Zunächst in 3 Stadtbezirke und 13 Ortsgemeinschaften untergliedert, wurden 2014 zwei Stadtbezirke zu Ortsgemeinschaften herabgestuft.
| Gemeindebezirk   | griechischer Name                | Code   | Fläche (km²) | Einwohner 2011 | Kinotites (Κοινότητες)                                                                 | Lage |
| ---------------- | -------------------------------- | ------ | ------------ | -------------- | -------------------------------------------------------------------------------------- | ---- |
| Emmanouil Pappas | Δημοτική Ενότητα Εμμανουήλ Παππά | 120401 | 217,485      | 8.118          | Chryso, Agio Pnevma, Dafnoudi, Emmanouil Pappas, Metalla, Neo Souli, Pendapoli, Toumba |      |
| Strymonas        | Δημοτική Ενότητα Στρυμώνα        | 120402 | 119,663      | 6.546          | Neos Skopos, Valtotopi, Mesokomi, Monovrysi, Neochori, Paralimni, Pethelinos, Psychiko |      |
| Gesamt           | Gesamt                           | 1204   | 337,148      | 14.664         |                                                                                        |      |